# زهره قایینی

زهره قایینی (به دنیا آمده در دی ماه ۱۳۳۲ برابر با ژانویه ۱۹۵۴ میلادی در تهران)، کارشناس ارشد کتابداری، کارشناس ادبیات کودکان، از اعضای با سابقه شورای کتاب کودک، از پایه‌گذاران موسسه پژوهشی تاریخ ادبیات کودکان و یکی از دو نویسنده اصلی مجموعه ده جلدی تاریخ ادبیات کودکان ایران است. از سال ۲۰۱۶ تا ۲۰۲۰ در هیئت مدیره دفتر بین‌المللی کتاب برای نسل جوان IBBY فعالیت می‌کرد. او در حال حاضر مدیریت مؤسسه پژوهشی تاریخ ادبیات کودکان و برنامه " با من بخوان " را بر عهده دارد و طرح مطالعات کودکی که به تاریخ تکوین مفهوم کودکی در ایران می‌پردازد  سرپرستی می‌کند.

## زندگی‌نامه
زهره قایینی در کارگاه‌های سالانه ادبیات کودکان در شورای کتاب کودک، تدریس «تاریخ ادبیات کودکان ایران» و «تصویر در کتاب‌های کودکان» را بر عهده دارد.
او از سال ۱۳۷۵ کار پژوهش دربارهٔ تاریخ ادبیات کودکان ایران را با همکاری پژوهشگر و نویسنده ادبیات کودکان ایران، محمد هادی محمدی آغاز کرده است و با پایه‌گذاری مؤسسه پژوهشی تاریخ ادبیات کودکان در سال ۱۳۷۹، در کنار یک گروه دستیار و جستجوگر پروژه بزرگ تاریخ ادبیات کودکان ایران را ادامه و سرپرستی و مدیریت گروه پژوهش را به عهده داشته است. ویرایش نخست این مجموعه ده جلدی در سال ۱۳۸۶ پایان گرفت، اما سه جلد آخر آن در سال ۱۳۹۲ اجازه انتشار پیدا کرد.
در سال ۱۹۹۷ به عنوان پژوهشگر مهمان در مؤسسه بین‌المللی ادبیات کودکان اوزاکا- ژاپن، پژوهشی با عنوان " تصویرهای نو بر افسانه‌های کهن " را به پایان رساند و در سال‌های ۱۹۹۹ و ۲۰۰۰ به ترتیب در کتابخانه‌های بین‌المللی وین اتریش و مونیخ -آلمان پژوهشی دربارهٔ " ک‍ل‍ی‍ش‍ه‌ه‍ا و ت‍ب‍ع‍ی‍ض‌ه‍ای ف‍ره‍ن‍گ‍ی در ک‍ت‍اب‌ه‍ای ک‍ودک آل‍م‍ان‍ی زب‍ان " انجام داد. او در چندین کنگره بین‌المللی ادبیات کودکان شرکت کرده است. در زمینه همکاری با نهادهای بین‌المللی ادبیات کودکان در سال ۲۰۰۲ و ۲۰۰۴ عضو هیئت داوران جایزه هانس کریستین آندرسن، بزرگ‌ترین جایزه ادبیات کودکان یا نوبل کودکان و در سال ۲۰۰۵ عضو هیئت داوران فستیوال بین‌المللی فیلم کودک " سینه کید " CineKid بوده است در سال‌های ۲۰۰۸ و ۲۰۱۰ به ریاست هیئت داوران جایزه جهانی هانس کریستین آندرسن برگزیده شده است. او تنها ایرانی است که تاکنون به این جایگاه مهم جهانی دست یافته است. او همچنین به عنوان عضو هیئت داوران بین‌المللی کنکور نامی Nami concours، کره جنوبی در سال‌های ۲۰۱۳، ۲۰۱۵ و ۲۰۱۷ حضور داشته است. زهره قایینی به نمایندگی از شورای کتاب کودک ایران به عنوان عضو هیئت‌مدیره دفتر بین‌المللی کتاب برای نسل جوان جوان در سال‌های ۲۰۱۶و ۲۰۱۸ از سوی مجمع عمومی این دفتر به عضویت هیئت مدیره درآمد و از سال ۲۰۱۶ تا ۲۰۲۰ در هیئت مدیره دفتر بین‌المللی کتاب برای نسل جوان فعالیت داشت.
زهره قایینی بانی و مدیر برنامه " با من بخوان "، برنامه ترویج کتابخوانی برای کودکان مناطق محروم است او در سال ۲۰۲۲، برندهٔ جایزهٔ جهانی ترویج‌گر برجسته خواندن (ایبی- آی رید IBBY-iRead) شد.

## آثار پژوهشی

### پژوهش انفرادی
- قایینی، زهره. تصویرگری کتاب‌های کودکان: تاریخ، تعریف، گونه‌ها. تهران: انتشارات مؤسسه پژوهشی تاریخ ادبیات کودکان، ۱۳۹۰.

### پژوهش مشترک
- محمدی، محمدهادی؛ قایینی، زهره. تاریخ ادبیات کودکان ایران، جلد یکم. تهران: شرکت نشر چیستا، ۱۳۸۰.
- محمدی، محمدهادی؛ قایینی، زهره. تاریخ ادبیات کودکان ایران، جلد دوم. تهران: شرکت نشر چیستا، ۱۳۸۰.
- محمدی، محمدهادی؛ قایینی، زهره. تاریخ ادبیات کودکان ایران، جلد سوم. تهران: شرکت نشر چیستا، ۱۳۸۲.
- محمدی، محمدهادی؛ قایینی، زهره. تاریخ ادبیات کودکان ایران، جلد چهارم. تهران: شرکت نشر چیستا، ۱۳۸۲.
- محمدی، محمدهادی؛ قایینی، زهره. تاریخ ادبیات کودکان ایران، جلد پنجم. تهران: شرکت نشر چیستا، ۱۳۸۴.
- محمدی، محمدهادی؛ قایینی، زهره. تاریخ ادبیات کودکان ایران، جلد ششم. تهران: شرکت نشر چیستا، ۱۳۸۴.
- محمدی، محمدهادی؛ قایینی، زهره. تاریخ ادبیات کودکان ایران، جلد هفتم. تهران: شرکت نشر چیستا، ۱۳۸۵.
- محمدی، محمدهادی؛ قایینی، زهره. تاریخ ادبیات کودکان ایران، جلد هشتم. تهران: شرکت نشر چیستا، ۱۳۹۳.
- محمدی، محمدهادی؛ قایینی، زهره. تاریخ ادبیات کودکان ایران، جلد نهم. تهران: شرکت نشر چیستا، ۱۳۹۳.
- محمدی، محمدهادی؛ قایینی، زهره. تاریخ ادبیات کودکان ایران، جلد دهم. تهران: شرکت نشر چیستا، ۱۳۹۳.

## آثار تألیفی

### تألیف انفرادی
- ق‍ای‍ی‍ن‍ی، زه‍ره. گ‍ام ب‍ه گ‍ام ب‍ا ت‍اری‍خ: دس‍ت‍ن‍ام‍ه‌ی ف‍ع‍ال‍ی‍ت‌ه‍ای آم‍وزش م‍ش‍ارک‍ت‍ی ت‍اری‍خ و ادب‍ی‍ات ب‍اک‍ودک‍ان و نوجوانان. ت‍ه‍ران: ش‍رک‍ت ن‍ش‍ر چ‍ی‍س‍ت‍ا، ۱۳۸۵.
- قایینی، زهره. مجموعه کتاب‌های مقوایی نخستین کتابخانه من. تصویرگر: کیوان اکبری. تهران: مؤسسه پژوهشی تاریخ ادبیات کودکان، ۱۳۹۲.
- قایینی، زهره. دس‍ت‌ن‍ام‍ه م‍ادر و ن‍وزاد. ت‍ه‍ران: م‍وس‍س‍ه پ‍ژوه‍ش‍ی ت‍اری‍خ ادب‍ی‍ات ک‍ودک‍ان، ۱۳۹۴.
- قایینی، زهره. دوستان%20خوبی%20برای%20همدیگر%20هستند. مجموعه کتابهای مفهومی لولوپی. تصویرگر: کیوان اکبری. تهران: مؤسسه پژوهشی تاریخ ادبیات کودکان، کتاب تاک، ۱۳۹۸.
- قایینی، زهره. پیشی در باغ گردش می‌کند. تصویرگر: شیدرخ نصرالله. تهران: مؤسسه پژوهشی تاریخ ادبیات کودکان، کتاب تاک، ۱۳۹۹.
- قایینی، زهره. پیشی بازی‌گوش. تصویرگر: سلیمه باباخان. تهران: مؤسسه پژوهشی تاریخ ادبیات کودکان، کتاب تاک، ۱۴۰۰.
- قایینی، زهره. تو می‌دانی پیشی کجاست. تصویرگر: سلیمه باباخان. تهران: مؤسسه پژوهشی تاریخ ادبیات کودکان، کتاب تاک، ۱۴۰۰.
- قایینی، زهره. مجموعه کتاب‌های مقوایی نی نی. تصویرگر: سولماز جوشقانی. تهران: مؤسسه پژوهشی تاریخ ادبیات کودکان، ۱۴۰۱.
- قایینی، زهره. سواد شکوفایی. تهران: مؤسسه پژوهشی تاریخ ادبیات کودکان، ۱۴۰۱.
- قایینی، زهره. سواد فرهنگی و ترویج خواندن در عمل. تهران: موسسه پژوهشی تاریخ ادبیات کودکان، ۱۴۰۴.

### تألیف مشترک
- ک‍ت‍اب‍ش‍ن‍اس‍ی ک‍ت‍اب‌ه‍ای ک‍ودک و ن‍وج‍وان (۱۳۰۰–۱۳۵۷). گ‍ردآورن‍دگ‍ان: زه‍ره ق‍ائ‍ی‍ن‍ی، م‍ح‍م‍ده‍ادی م‍ح‍م‍دی، ف‍رزان‍ه طاه‍ری. ت‍ه‍ران: ک‍ان‍ون پ‍رورش ف‍ک‍ری ک‍ودک‍ان و ن‍وج‍وان‍ان، ۱۳۸۴–۱۳۸۵.
- ق‍ای‍ی‍ن‍ی، زه‍ره؛ طاهری، فرزانه. آن‍چ‍ه ی‍ک ک‍ت‍اب‍دار ک‍ودک ب‍ای‍د ب‍دان‍د!: چ‍گ‍ون‍ه ی‍ک ک‍ت‍اب‍خ‍ان‍ه پ‍وی‍ا و ف‍ع‍ال داش‍ت‍ه‌ب‍اش‍ی‍م؟. ت‍ه‍ران: م‍وس‍س‍ه پ‍ژوه‍ش‍ی ت‍اری‍خ ادب‍ی‍ات‌ک‍ودک‍ان، ۱۳۹۳.

## آثار ترجمه

### ترجمه انفرادی
- سارویان، ویلیام. سیرک. مترجم زهره قائینی. ته‍ران: دفتر نش‍ر فرهنگ اسلامی، ۱۳۷۴.
- دال بوم - هال، باربرو. زنان مدیر: آنچه مردان باید برای رشد و پیشرفت زنان بدانند. مترجم زهره قایینی؛ ویراسته پروین معروفی. تهران: بانو، ۱۳۷۵.
- ادوم، هلن. سرگرمیهای علمی با آب. مترجم زهره قائینی. تهران: دفتر نش‍ر فرهنگ اسلامی، ۱۳۷۶.
- ادوم، هلن. سرگرمیهای علمی با آهنربا. مترجم زهره قائینی. تهران: دفتر نش‍ر فرهنگ اسلامی، ۱۳۷۶.
- ادوم، هلن؛ باترفیلد، مویرا. سرگرمیهای علمی با هوا. مترجم زهره قائینی. تهران: دفتر نش‍ر فرهنگ اسلامی، ۱۳۷۶.
- وودوارد، کیت. سرگرمیهای علمی با نور و آینه‌ها. مترجم زهره قائینی؛ نقاشی ایبل سایمن. ته‍ران: دفتر نش‍ر فرهنگ اسلامی، ۱۳۷۶.
- شناخت از طریق بازی: راهنما برای کارگاه‌های کودکان ۱۴- ۷ ساله و گروهه‍ای سنی بالاتر. نوشته تونده کواچ تسرویچ… [و دیگران]؛ ترجمه زهره قایینی؛ ته‍یه‌کننده کمیساریای عالی سازمان ملل متحد در امور پناهندگان. ته‍ران: یونیسف (صندوق کودکان سازمان ملل متحد)، ۱۳۸۰.
- اسکولز، کاترین. زمانه صلح. تصویرگر رابرت اینگپن؛ ترجمه زهره قائینی. ته‍ران: شرکت انتشارات فنی ایران، ۱۳۸۴.
- بیلر، برد. صحرا زیستگاه ماست. تصویرگر پیتر بازبال؛ ترجمه زهره قایینی. ته‍ران: شرکت انتشارات فنی ایران، ۱۳۸۴.
- باوئر، یوتا. مجموعه مقوایی اما. ترجمه زهره قایینی. تهران: م‍وس‍س‍ه پ‍ژوه‍ش‍ی ت‍اری‍خ ادب‍ی‍ات ک‍ودک‍ان، ۱۳۹۲.
- ب‍ل‍ی‍ک م‍ور، ک‍ارول‍ی‍ن؛ وستون رامیرز، باربارا. خ‍وان‍دن ب‍ا ن‍وزاد و ن‍وپ‍ا: چ‍گ‍ون‍ه ب‍ه ن‍وزاد و ن‍وپ‍ای خ‍ود ک‍م‍ک ک‍ن‍ی‍م ت‍ا دن‍ی‍ای واژه‌ه‍ارا ک‍ش‍ف ک‍ن‍د؟. ت‍رج‍م‍ه: زه‍ره‌ق‍ای‍ی‍ن‍ی. ت‍ه‍ران: م‍وس‍س‍ه پ‍ژوه‍ش‍ی ت‍اری‍خ ادب‍ی‍ات ک‍ودک‍ان، ۱۳۹۳. (تجدید چاپ ۱۴۰۰)
- ش‍ن‍اخ‍ت از راه ب‍ازی: دس‍ت‍ن‍ام‍ه‌ی ک‍ارگ‍اره‌ه‍ای ب‍ازی‌درم‍ان‍ی ب‍رای ک‍ودک‍ان ون‍وج‍وان‍ان. ن‍وش‍ت‍ه ت‍ون‍ده ک‍واچ ت‍س‍روی‍چ … [و دیگران]. ت‍رج‍م‍ه زه‍ره‌ق‍ای‍ی‍ن‍ی. ت‍ه‍ران: م‍وس‍س‍ه پ‍ژوه‍ش‍ی ت‍اری‍خ ادب‍ی‍ات ک‍ودک‍ان، ۱۳۹۳.
- ل‍ی‍ن‍دگ‍رن، آس‍ت‍ری‍د. پ‍رن‍ده‌ی ق‍رم‍ز. ت‍رج‍م‍ه زه‍ره ق‍ای‍ی‍ن‍ی. ت‍ه‍ران: م‍وس‍س‍ه پ‍ژوه‍ش‍ی ت‍اری‍خ ادب‍ی‍ات ک‍ودک‍ان، ۱۳۹۳.
- آرت‍س، ج‍ف. ف‍رات‍ر از ی‍ک روی‍ا. ت‍رج‍م‍ه زه‍ره ق‍ای‍ی‍ن‍ی. ت‍ه‍ران: م‍وس‍س‍ه پ‍ژوه‍ش‍ی ت‍اری‍خ ادب‍ی‍ات ک‍ودک‍ان، ۱۳۹۴.
- س‍ی‍س، پ‍ی‍ت‍ر. ه‍م‍ای‍ش پ‍رن‍دگ‍ان. ت‍رج‍م‍ه زه‍ره ق‍ای‍ی‍ن‍ی. ت‍ه‍ران: م‍وس‍س‍ه‌پ‍ژوه‍ش‍ی ت‍اری‍خ ادب‍ی‍ات ک‍ودک‍ان، ۱۳۹۵.
- باوئر، یوتا. دومین مجموعه مقوایی اما. ترجمه: زهره قایینی. تهران: مؤسسه پژوهشی تاریخ ادبیات کودکان، ۱۳۹۷.
- الاند، اوا. وقتی اندوه به دیدارم می‌آید. ترجمه: زهره قایینی. تهران: مؤسسه پژوهشی تاریخ ادبیات کودکان، کتاب تاک، ۱۳۹۸.
- الاند، اوا. آنجا که شادی آغاز می‌شود. ترجمه: زهره قایینی. تهران: مؤسسه پژوهشی تاریخ ادبیات کودکان، کتاب تاک، ۱۴۰۰.
- سیری، هیگا. تونل. تصویرگر: ماری کانستاد جانسن. ترجمه: زهره قایینی. تهران: مؤسسه پژوهشی تاریخ ادبیات کودکان، کتاب تاک، ۱۴۰۰.
- تیبرگ، یوآ ر. سلام ترس. تصویرگر: یوکولند. ترجمه از زبان انگلیسی: زهره قایینی. تهران: مؤسسه پژوهشی تاریخ ادبیات کودکان، کتاب تاک، ۱۴۰۰.
- پراخمان، میلیا. من یک اسب می‌خواهم. تصویرگر: خیدییون سامسون؛ ترجمه زهره قایینی. تهران: مؤسسه پژوهشی تاریخ ادبیات کودکان، کتاب تاک، ۱۴۰۲.

### ترجمه مشترک
- نورتون، دانا؛ نورتون، ساندار. شناخت ادبیات کودکان: گونه‌ها و کاربردها از روزن چشم کودک. ترجمه منصوره راعی، ثریا قزل ایاغ، رضی هیرمندی، ابراهیم اقلیدی، حسین ابراهیمی (الوند)، زهره قایینی، محمدهادی محمدی. تهران: نشر قلمرو، ۱۳۸۲.
- ح‍ق‍وق ک‍ودک را ب‍ش‍ن‍اس‍ی‍م و ب‍ا آن زن‍دگ‍ی ک‍ن‍ی‍م !: دس‍ت‌ن‍ام‍ه آم‍وزش ح‍ق‍وق ک‍ودک دردب‍س‍ت‍ان و دب‍ی‍رس‍ت‍ان. دوب‍راوک‍ا م‍ال‍س …[و دی‍گ‍ران]؛ م‍ت‍رج‍م‍ان: زه‍ره ق‍ای‍ی‍ن‍ی، وی‍دا م‍ح‍م‍دی. ت‍ه‍ران: م‍وس‍س‍ه پ‍ژوه‍ش‍ی ت‍اری‍خ ادب‍ی‍ات ک‍ودک‍ان، م‍ج‍ت‍م‍ع‌آم‍وزش‍ی ش‍ه‍ی‍د م‍ه‍دوی، ۱۳۹۵.

## مقاله‌های تألیفی
- ق‍ایی‍ن‍ی، زه‍ره. "اث‍رات ن‍ا م‍طل‍وب ک‍ل‍ی‍ش‍ه‌ه‍ای ت‍ص‍وی‍ری در ذه‍ن ک‍ودک‍ان". ک‍ل‍م‍ه، ۹–۱۰، (۱۳۷۲):۸–۱۱.
- قایینی، زهره. "گزارش ادبیات کودکان و نوجوانان در انگلیس". پیام کتابخانه، س۴، ش۱و۲ (بهار و تابستان ۱۳۷۳): ۱۵۳ – ۱۵۵.
- قایینی، زهره. "پرنده کتاب". پیام کتابخانه، س۵، ش ۳و۴ (پاییز و زمستان ۱۳۷۴): ۵۵.
- قایینی، زهره. "واک‍ن‍ش ک‍ودک‍ان ۴ ت‍ا ۶ س‍ال‍ه ن‍س‍ب‍ت ب‍ه ک‍ت‍اب ه‍ای ت‍ص‍وی‍ری". فصلنامه کتاب، ش۳۱ (پاییز ۱۳۷۶): ۳۹ – ۵۶.
- ق‍ایین‍ی، زه‍ره. "ک‍ت‍اب‍ه‍ای م‍ص‍ور و ک‍ت‍اب‍ه‍ای ت‍ص‍وی‍ری ک‍ودک‍ان". پ‍ژوه‍ش‍ن‍ام‍ه ادب‍ی‍ات ک‍ودک و ن‍وج‍وان، س۳، ش ۱۱ و۱۲ (زم‍س‍ت‍ان ۱۳۷۶ و ب‍ه‍ار۱۳۷۷): ۱۱–۱۹.
- قایینی، زهره. "کاری پرهزینه، ولی ناموفق". جهان کتاب، ش۸۱و۸۲ (تیر ۱۳۷۸): ۱۶.
- ق‍ای‍ی‍ن‍ی، زه‍ره. "ک‍ل‍ی‍ش‍ه‌ه‍ا و ت‍ب‍ع‍ی‍ض‌ه‍ای ف‍ره‍ن‍گ‍ی در ک‍ت‍اب‌ه‍ای ک‍ودک آل‍م‍ان‍ی زب‍ان". پ‍ژوه‍ش‍ن‍ام‍ه ادبیات کودک و نوجوان. س۵، ش۱۹ (زم‍س‍ت‍ان۱۳۷۸): ۳۲ – ۴۱.
- قایینی، زهره. "ادبیات چند فرهنگی در کتاب‌های تصویری آلمانی زبان". کتاب ماه هنر، ش ۳۷–۳۸ (مهر و آبان ۱۳۸۰): ۴۱–۴۳.
- ق‍ای‍ی‍ن‍ی، زه‍ره. "پایان‌نامه: واک‍ن‍ش ک‍ودک‍ان ۴ ت‍ا ۶ س‍ال‍ه ن‍س‍ب‍ت ب‍ه ک‍ت‍اب ه‍ای ت‍ص‍وی‍ری (داس‍ت‍ان‍ی ت‍خ‍ی‍ل‍ی)". پ‍ژوه‍ش‍ن‍ام‍ه ادب‍ی‍ات ک‍ودک و ن‍وج‍وان، س۸، ش۳۰ (پ‍ای‍ی‍ز۱۳۸۱):۹۱–۹۶.
- قایینی، زهره. "اندرسن در گذرگاه تاریخ". فرهنگ مردم، ش۱۳ (بهار ۱۳۸۴): ۲۷ – ۳۳.
- قایینی، زهره. "از فرانکلین تا شباویز". حرفه هنرمند، ش۳۰ (پاییز ۱۳۸۸): ۱۳۶ – ۱۵۶.
- ق‍ای‍ی‍ن‍ی، زه‍ره. "خ‍وان‍دن، م‍ای‍ه ش‍ک‍ف‍ت‍ن ج‍ان و آگ‍اه‍ی ک‍ودک". ف‍ص‍ل‍ن‍ام‍ه ج‍ام‍ع‍ه ی‍اوری ف‍ره‍ن‍گ‍ی، ش۳۴ ،(ت‍اب‍س‍ت‍ان۱۳۹۱): ۵۴–۵۵.
- قایینی، زهره. "بهرام خائف، عمری در تلاش برای یافتن راه‌های نو". تندیس، ش۲۶۶ (۲۵ دی ۱۳۹۲): ۳۰ – ۳۱.

## مقاله‌های ترجمه
- چستر، تسارز. «راهنمای عملی پیرامون کتابهای کودکان». ترجمه زهره قایینی. پیام کتابخانه، س۴، ش۱و۲ (پاییز و زمستان ۱۳۷۳): ۷۷ – ۸۶.
- شیلاری، «نگاهی به ادبیات کودکان در جهان». ترجمه زهره قایینی. پژوهشنامه ادبیات کودک و نوجوان، ش۸ (بهار ۱۳۷۶): ۱۷ – ۲۶.
- کروس، ماریانه. «مجله‌های کودکان در جهان». ترجمه زهره قایینی. پژوهشنامه ادبیات کودک و نوجوان. ش۹ (تابستان ۱۳۷۶): ۲۹ – ۴۹.
- «فضای خالی در متن: گفتگوی والتر لرین با موریس سنداک». ترجمه زهره قایینی. پژوهش‌نامه ادبیات کودک و نوجوان، ش۱۱ و ۱۳ (بهار ۱۳۷۷): ۷۵ – ۸۱.
- وست، مارک. «سانسور در ادبیات کودکان، گرایشی افراطی». ترجمه زهره قایینی. پژوهش‌نامه ادبیات کودک و نوجوان، ش۱۵ (زمستان ۱۳۷۷): ۲۲ – ۳۳.
- هیرن، بتسی. «قصه‌گویی مکتوب؛ کتابهای کودکان به عنوان میراث فرهنگی». ترجمه زهره قایینی. پژوهش‌نامه ادبیات کودک و نوجوان، ش۱۶ (بهار ۱۳۷۸): ۳۵ – ۴۲.
- دونای، نورتون. «کتاب‌های تصویری و انواع آن». ترجمه زهره قایینی. پژوهش‌نامه ادبیات کودک و نوجوان، ش۳۰ (پاییز ۱۳۸۱): ۵۸ – ۷۲.

## مقاله‌های لاتین
- Ghaeni, Zohreh, A Brief History of Children’s Book Illustration in Iran, In “Fellowship Program Reserchers’ Report 1996-1997”, [Japan, Osaka: International Institute of Children’s Literature in Osaka], 1998, pp. 75-84.
- Ghaeni, Zohreh, New Illustration for Old Folktales In "Fellowship Program Reserchers' Report 1996-1997", [Japan, Osaka: International Institute of Children's Literature in Osaka], 1998 ,pp. 38-56.
- Ghaeni, Zohreh, The Historical Process of Children's Literature Research and Academic Studies in Iran, Chilren,s Literature Association Quarterly, Volume 29, ،Number 4 (Winter 2004): 359 – 365
- Ghaeni, Zohreh, Children’s Literature in Iran From Tradition to Modernism, Barnboken, 29:1, (ژانویه ۲۰۰۶)
- Ghaeni, Zohreh, The Hans Christian Andersen Jury 2008: How it Worked, Bookbird, Volume 46, Number 4 (2008): 26-30.
- Ghaeni, Zohreh, A Historical Approach to the Concept of Childhood and the Modern Children's Literature in Iran, The Project HCLI and Centre IRHCLI, History of Education & Children's Literathre, Volume IV, Number 2, (2009): 453-459.
- Ghaeni, Zohreh, Not Letting the Words Lose Themselves, Bookbird, Volume48, Number4, (اکتبر ۲۰۱۰): ۲۱–۲۷.
- Ghaeni, Zohreh, The History of Children's Literature (1900 - 1940) , in: A History of Persian Literature, General Editor Ehsan Yarshater, Volume XI: Literature of the Early Twentieth Century from the Constitutional Period to Reza Shah, Edited by Ali-Asghar Seyed-Gohrab, London, Newyork: I.B.Tauris, 2015. pp. 448 - 469.

## تقدیرها و جوایز
- ۱۳۹۳ جایزه و لوح تقدیر اولین دوره تقدیر از فعالان ترویج کتاب‌خوانی، معاونت امور فرهنگی وزارت فرهنگ و ارشاد اسلامی برای اجرای طرح با من بخوان
- ۱۳۹۳ تندیس و لوح تقدیر جایزه ادبی جعفر پایور شورای کتاب کودک برای پرداختن به تاریخ بازنویسی و بازآفرینی از ادبیات کهن در جلدهای ششم و نهم کتاب‌های تاریخ ادبیات کودکان ایران
- ۱۳۹۴ لوح تقدیر مدیر کل آموزش و پرورش استان سیستان و بلوچستان برای اجرای طرح با من بخوان
- ۱۳۹۴ لوح تقدیر شرکت عمران آذرستان برای اجرای طرح با من بخوان
- ۱۳۹۴ تندیس و لوح تقدیر سی و سومین دوره کتاب سال جمهوری اسلامی ایران برای کتاب تاریخ ادبیات کودکان ایران: ادبیات کودکان در روزگار نو
- ۱۳۹۴ تندیس اولین همایش تقدیر از خیرین سازمان بهزیستی استان تهران برای اجرای «طرح با من بخوان در شیرخوارگاه آمنه»
- ۱۳۹۵ دیپلم افتخار و لوح زرین هجدهمین جشنواره کتاب کودک و نوجوان کانون پرورش فکری کودکان و نوجوانان برای کتاب پرنده قرمز[۱۰]
- ۱۳۹۵ (۲۰۱۶) لوح تقدیر و جایزه نقدی جایزه ایبی- آساهی Ibby-Asahi از طرف دفتر بین‌المللی کتاب برای نسل جوان ایبیIBBY)) با پشتیبانی مالی شرکت روزنامه شیمبون آساهی در ژاپن برای «طرح بامن بخوان»[۱۱]
- ۱۳۹۵ لوح تقدیر سازمان اسناد و کتابخانه ملی برای طرح «با من بخوان»
- ۱۴۰۱ (۲۰۲۲) برندهٔ جایزهٔ جهانی ترویج‌گر برجسته خواندن (ایبی- آی رید IBBY-iRead)

## برگزاری کارگاه آموزشی
- برگزاری کارگاه سه روزه برای کتابداران ارمنستان (۴، ۵ و ۶ اکتبر ۲۰۲۳ (۱۲ تا ۱۴ مهرماه ۱۴۰۲)) به دعوت کتابخانه‌ی ملی کودکان ارمنستان، خنکو آپر (Khnko Aper) با همکاری شاخه‌ی ملی دفتر بین‌المللی کتاب برای نسل جوان، به مناسبت نودمین سالگرد تاسیس این کتابخانه، در شهر ایروان[۱۲]

## پیوندها
- سایت رسمی مؤسسه پژوهشی تاریخ ادبیات کودکان
- (ایرانک)بانک اطلاعات فرهنگ و ادبیات کودکان ایران
- کتابک، دریچه‌ای به جهان خواندن
- سایت برنامه بامن بخوان